# Reuben And The Dark
Reuben and the Dark (от англ. «Рубен и тьма») — канадская инди-фолк-группа из Калгари, Альберта. Во главе с певцом и автором песен Рубеном Баллоком в группу также в настоящее время входят Ши Ален (гитара), Брок Гейгер (гитара), Ян Джарвис (басс) и Брендан «Дино» Соареш (барабаны).

## История

### 2010—2013 года. Сольная карьера. Формирование группы.
До формирования группы Рубен выпустил сольные альбомы  Pulling Up Arrows в 2010 году и Man Made Lakes в 2012. В 2013 году группа подписала контракт с канадским независимым лейблом Arts & Crafts и взяла себе наименование Reuben And The Dark.

### 2013—2015 года. Начальная карьера группы. Дебютный альбом.
Сформировавшаяся в полном составе группа выпустила свой дебютный студийный альбом Funeral Sky (от англ. Похоронное небо/воздушное погребение), спродюсированный Кристофером Хейденом, барабанщиком группы Florence and the Machine и канадским продюсером Стивеном Козменюком, в 2014 году на лейбле Arts & Crafts. Выход альбома поддерживался туром по Канаде и Соединённым Штатам, а также небольшим последующим туром по Западной Канаде.
В 2015 году вышла Deluxe версия альбома Funeral Sky, куда вошли как новые треки Winter’s Widow, Red River, так и переделанная на новый лад песня The Rain и альтернативные версии песен Bow And Arrow, Standing Still и Marionette. Итоговое количество треков — 17. Обложка Deluxe издания отличается фильтром красной и тёмной цветовой палитры, тогда как обложка обычного издания — серой и бледной.

### 2016—2019 года. Arms Of A Dream. Написание новых песен.
В 2016 году они выпустили сингл  Heart in Two и гастролировали по Северной Америке в качестве вступительного акта для Вэнса Джоя. «Heart in Two» заняло первое место в чарте «Radio 2 Top 20» на неделе 12 февраля 2016 года.
В 2018 году группа выпустила свой второй студийный альбом Arms Of A Dream (от англ. Объятия Сна), а также кавер-версию на песню «Bobcaygeon». Впоследствии кавер вошёл в Deluxe версию альбома. На обложке изображена рука внутри герба, тянущаяся из под толщи воды к небу, что, должно быть, представляет собой аналогию, а также человеческий путь между отчаянием и мечтами. Вода в данном случае может означать всё плохое, что тянет нас вниз, будь то проблемы или неудачи. Человек буквально тонет, протягивая руку вверх, к звёздам, надеясь на спасение и осуществление мечтаний.
На что, собственно, и намекает название альбома «Arms Of A Dream».
Песня Hallelujah использовалась в трейлере к фильму от Netflix "Highwaymen, основанном на истории про Бонни и Клайда.
В феврале 2019 года группа выпустила отдельный цифровой сингл «Hold Me Like A Fire» вместе с видео для совместной работы, снятым Национальным музыкальным центром во время выступления артиста в резиденции.
В 2019 году Рубен и ребята активно продолжают работать над написанием новых песен. Также выходит Deluxe издание Arms Of A Dream, куда вошли новые песни Hold Me Like A Fire, You And I, кавер-версия Bobcaygeon, а также, по традиции с первого студийника, альтернативная версия Hallelujah. Итоговое количество треков — 15. Обложка Deluxe издания обновилась. Теперь стала отчётливо видно, что рука тянется к звёздному небу, а герб был убран.

### 2019 — настоящее время. un|love.
25 октября 2019 года группа выпустила третий студийный альбом un|love. Их песня Black Water была показана в трейлере к фильму «El Camino: A Breaking Bad».

## Дискография

### Сольная Карьера Рубена
- Pulling Up Arrows (2010)
- Man Made Lakes (2012)

### Reuben And The Dark
- Funeral Sky (2014)
- Arms Of A Dream (2018)
- un | love (2019)

### Видеоклипы
| Название              | Дата выхода      |
| --------------------- | ---------------- |
| «The River»           | 8 января 2013    |
| «Rolling Stone»       | 4 марта 2014     |
| «Black Water»         | 20 мая 2014      |
| «Devil’s Time»        | 2 октября 2014   |
| «Bow And Arrow»       | 28 мая 2015      |
| «Heart in Two»        | 6 июля 2017      |
| «Hurricane»           | 21 февраля 2018  |
| «All Or Nothing»      | 2 мая 2018       |
| «Dreaming»            | 16 мая 2018      |
| «Hold Me Like A Fire» | 19 февраля 2019  |
| «You and I»           | 16 мая 2019      |
| «faultline»           | 26 сентября 2019 |

## Тексты песен
Reuben And The Dark — это песни о дождях, реках, воде, горах, лесах, звёздном небе (и о другой природе), потери близких, неразделенной/неудачной любви/ о религиозных вещах, вере, надежде и судьбе. И всё это в сопровождение звука гитар — от акустической до басса.
Большинство песен имеют мрачный звук и оттенок, так же как и их текст. Жанр такой музыки обычно можно назвать Дарк Поп, однако Reuben And The Dark конкретно исполняют Инди Фолк с элементами кантри — это то, почему многие их песни так похожи на саундтрек из какого-нибудь фэнтези.

## Список песен по альбомам

### Pulling Up Arrows
- 1. These Hands (Эти Руки) — 03:06
- 2. Haunted (Преследуемый) — 01:30
- 3. Devils Time (Время Дьявола) — 2:09
- 4. Paper Trail (Бумажный След) — 03.43
- 5. Part 1 (Часть 1) — 05:17
- 6. Eli (Элла) — 03:34
- 7. Salt (Соль) — 01:09
- 8. Pendulum Sun (Маятниковое Солнце) — 02:07
- 9. The Rain (Дождь) — 2:47
- 10. Brother (Брат) — 5:50
- 11. Open Grave (Открытая Могила) — 01:03

### Man Made Lakes
- 1. Bow And Arrow (Лук И Стрела) — 2:52
- 2. Broken Cheek (Сломанная Щека) — 6:04
- 3. Arms Of A Dream (В Объятиях Сна) — 03:29
- 4. Burial (Захоронение) — 03:38
- 5. Country Roads (Проселочные Дороги) — 03:14
- 6. How To Fight (Как Драться/Бороться) — 05:05
- 7. We Belong (Мы Принадлежим) — 05:42
- 8. Pray For You (Молитва За Тебя) — 03:52
- 9. Lullaby (Колыбель) — 02:34
- 10. Avails Of Loneliness (Польза Одиночества) — 04:00